# Архангельское (Чаплыгинский район)
Архангельское — деревня Чаплыгинского района Липецкой области, входит в состав Петелинского сельсовета.

## Географическое положение
Расположено в 7 км на юг от центра поселения села Новое Петелино и в 35 км на северо-запад от райцентра города Чаплыгин.

## История
Новоархангельское, Подосинки тож, в качестве деревни Никольского прихода упоминается в окладных книгах 1676 года. Каменная церковь в селе в честь Архистратига Божьего Михаила построена иждевением гвардии полковника Михаила Николаевича Семенова и освящена в 1842 году. 
В XIX — начале XX века село входило в состав Пителенской волости Раненбургского уезда Рязанской губернии. В 1906 году в селе было 62 дворов.
С 1928 года деревня входила в состав Петелинского сельсовета Троекуровского района Козловского округа Центрально-Чернозёмной области, с 1954 года — в составе Липецкой области, с 1963 года — в составе Чаплыгинского района.

## Население
| 1859 | 1906 | 2010 |
| ---- | ---- | ---- |
| 266  | ↗357 | ↘1   |